# Клеомброт II
Клеомброт II (др.-греч. Κλεόμβροτος Bʹ) — царь Спарты из династии Агиадов в период с 242 года до н. э. по 241 год до н. э. Стал царём благодаря политической борьбе во время реформ царя Агиса IV. Поддержал реформаторов и на короткое время стал царем Спарты вместо своего тестя Леонида II. После поражения реформаторов был вынужден отправиться в изгнание.

## Биография
Клеомброт происходил из спартанского царского рода Агиадов, представители которого выводили своё происхождение от героя Геракла. Доподлинно неизвестно, кто был отцом Клеомброта II. Он не был потомком Акротата, старшего брата Клеонима, ибо в таком случае именно его, а не Леонида II назначили бы опекуном малолетнего царя Арея II. Он также не был младшим братом Леонида II, потому что об этом факте обязательно бы упомянули античные авторы, особенно учитывая, что он был женат на Хилониде, дочери Леонида II. Наиболее правдоподобной считается версия Карла Юлиуса Белоха, что Клеомброт II был внуком Клеомена II и сыном гипотетического младшего брата Клеонима.
Благодаря браку с Хилонидой Клеомброт II стал одним из претендентов на царскую власть. В то время в Спарте шла борьба между царём-реформатором Агисом IV и сторонником старых порядков Леонидом II. Эфор Лисандр, сын Либия, сторонник Агиса IV, обвинил Леонида II в нарушении спартанских законов. Леонид II был женат на персиянке Кратесиклее, а спартанские законы запрещали царям жениться на иностранках. Вместе с этим Лисандр призвал Клеомброта II заявить о своих правах на власть. Испугавшись, Леонид II укрылся в храме Афины Меднодомной вместе с дочерью, оставившей мужа. Он получил вызов в суд, но не вышел из храма, и тогда спартанцы в 243 году до н. э. передали власть Клеомброту II, который поддержал реформаторскую деятельность Агиса IV.
Вскоре были проведены очередные выборы эфоров, и к власти пришли противники реформ. Они разрешили Леониду II покинуть храм и выдвинули обвинения против прежних эфоров: Лисандра и Мандроклида. Обвиняемые обратились к царям и уговаривали выступить против эфоров, мотивируя это их противозаконными действиями. Цари согласились и вместе с товарищами выступили на площадь, согнав эфоров с их кресел. Агис IV и Клеомброт II назначили новых эфоров из числа своих сторонников, среди которых был Агесилай, дядя Агиса IV. Чтобы укрепить свое положение, цари вооружили молодёжь и выпустили заключённых из тюрем. Потом, уже не боясь оппозиции, монархи начали приводить в жизнь реформы. Сначала были отменены долги, а долговые расписки, кларии, сожжены на площади. Затем был издан приказ о перераспределении земли, но крупные землевладельцы, среди которых был и эфор Агесилай, тормозили этот процесс.
После того как Агис IV во главе спартанского войска отправился на помощь стратегу Ахейского союза Арату Сикионскому в его борьбе с Этолийским союзом, в Спарте стал управлять эфор Агесилай, обладавший большой властью. Он пренебрежительно относился к Клеомброту II и своими противоправными поступками вызвал возмущение у населения. Этим воспользовалась оппозиция, которая устроила переворот и вернула власть Леониду II. По мнению историка Ларисы Печатновой, Клеомброт II был отстранён от власти первым, ещё до возвращения Агиса IV в Спарту. Этим объясняется, каким образом Клеомброту II удалось спрятаться в довольно отдалённом храме Посейдона на мысе Тенар.
После казни Агиса IV и его семьи Леонид II решил наказать и зятя, но за него вступилась его жена — Хилонида. Она смогла выпросить у отца, чтобы он не убивал супруга. Леонид II отправил Клеомброта II в изгнание и просил дочь остаться в Спарте. Однако Хилонида его не послушала и отправилась в изгнание вместе с мужем и двумя маленькими детьми.

## Образ в культуре
Плутарх характеризовал Клеомброта II как «вконец испорченного пустой славой».
Ирландский драматург Томас Саутерн написал по мотивам рассказа Плутарха о жизни Агиса IV трагедию «Спартанская дама». Хотя автор начал работать над пьесой в 1687 году, впервые она была поставлена в 1719 году на сцене театра Друри-Лейн. Роль царя Клеомброта сыграл актёр Бартон Бут. Клеомброт в трагедии изображён главным злодеем, он узурпирует трон у благородного Леонида, изменяет жене и насилует её младшую сестру Теламию. Не выдержав надругательства, женщина совершает самоубийство, а её муж в конце спектакля убивает Клеомброта.

Сцену, как Леонид II отправляет Клеомброта II в изгнание, на своих картинах изображали: Бенджамин Уэст (1768), Франсуа-Ксавье Фабр (1795), Винченцо Камуччини, Бартоломео Пинели и Пеладжио Паладжи (между 1807 и 1810). Также в книге Хелен Гербер «The Story of the Greeks» есть иллюстрация, на которой изображено как Клеомброт II вместе с семьёй уходит в изгнание.
- Бенджамин Уэст (1768)
- Франсуа-Ксавье Фабр (1795)
- Винченцо Камуччини
- Бартоломео Пинели
- Пеладжо Паладжи (между 1807 и 1810)

## Семья
Был женат на Хилониде, дочери царя Леонида II и его жены Кратесиклеи. Супруги имели двух сыновей:
- Агесиполид[нем.] — отец царя Агесиполида III
- Клеомен[нем.] — регент при племяннике Агесиполиде III.

### Комментарий
1. ↑  Выдуманная персона